# Limnophila (Limnophila) campbelliana
Limnophila (Limnophila) campbelliana is een tweevleugelige uit de familie steltmuggen (Limoniidae). De soort komt voor in het Australaziatisch gebied.